# Walter Fitzwalter, 4. Baron Fitzwalter
Walter Fitzwalter, 4. Baron Fitzwalter (nach anderer Zählung auch 3. Baron Fitzwalter) (* 1345; † 26. September 1386) war ein englischer Adliger und Militär.

## Herkunft
Walter Fitzwalter entstammte der Adelsfamilie Fitzwalter. Er war ein Sohn von John Fitzwalter, 3. Baron Fitzwalter und von dessen Frau Eleanor Percy. Sein Vater war ein gewalttätiger Mann, der wegen zahlreicher Fehden und Übergriffe 1351 enteignet und inhaftiert wurde. Erst gegen Zahlung einer hohen Strafe kam sein Vater wieder frei und erhielt seinen Besitz zurück. Walter war noch minderjährig, als sein Vater 1361 starb, seine Mutter starb ebenfalls um diese Zeit. Von seinem Vater erbte er umfangreiche Besitzungen in Essex und anderen Teilen Englands.

## Leben
Fitzwalter diente wie seine Vorfahren als Soldat, daneben übernahm er zahlreiche lokale Ämter in Essex. Während des Hundertjährigen Kriegs nahm er 1370 an der fehlgeschlagenen Chevauchée von Sir Robert Knolles durch Nordfrankreich teil. Er geriet dabei in Gefangenschaft und kam erst nach Zahlung eines Lösegeldes von £ 1000 wieder frei. Um diese hohe Summe aufzubringen, musste er sich hoch verschulden, wozu er umfangreiche Ländereien als Sicherheit abtreten musste. 1377 war er einer der Kommandanten der Flotte, mit dem der Earl of Buckingham eine kastilische Flotte bei Sluys angriff. 1380 diente er als Marshal als Kommandant während einer Chevauchée in der Bretagne. Während des Bauernaufstands von 1381 wurden zahlreiche seiner Güter in Essex von den Aufständischen niedergebrannt, wodurch seine Einkünfte stark verringert wurden. 1382 nahm Fitzwalter als Admiral an einem weiteren erfolglosen Feldzug nach Frankreich teil. 1386 nahm er an dem fehlgeschlagenen Feldzug von John of Gaunt gegen Kastilien teil, bei dem er in Galicien starb.

## Familie und Nachkommen
In erster Ehe hatte Fitzwalter am 23. Juni 1362 Eleanor (Alianore) de Dagworth geheiratet, eine Tochter von Thomas Dagworth und von Eleanor de Bohun. Mit ihr hatte er einen Sohn:
- Walter Fitzwalter, 5. Baron Fitzwalter

In zweiter Ehe heiratete er Philippa Mohun († 1431), die älteste Tochter von John Mohun, 2. Baron Mohun († 1375). Diese Ehe blieb kinderlos. Nach seinem Tod heiratete seine Witwe in zweiter Ehe Sir John Golafre und nach dessen Tod in dritter Ehe Edward of Norwich, Duke of Aumale.